# کریستوفر مینتس-پلس
کریستوفر مینتس-پلس (به انگلیسی: Christopher Mintz-Plasse) (زاده ۲۰ ژوئن ۱۹۸۹) بازیگر آمریکایی است. از فیلم‌های او می‌توان به خیلی بد، همسایه‌ها، یک شغل پیدا کن، کیک-اس، فهرست کارها و کیک-اس ۲ اشاره کرد.

## فیلم‌شناسی
- خیلی بد (۲۰۰۷)
- کیک-اس (۲۰۱۰)
- چگونه اژدهای خود را تربیت کنیم (۲۰۱۰)
- فیلم ۴۳ (۲۰۱۳)
- این آخرشه (۲۰۱۳)
- فهرست کارها (۲۰۱۳)
- کیک-اس ۲ (۲۰۱۳)
- همسایه‌ها (۲۰۱۴)
- چگونه اژدهای خود را تربیت کنیم ۲ (۲۰۱۴)
- یه شغل پیدا کن (۲۰۱۶)
- همسایه‌ها ۲: انجمن خواهری برمی‌خیزد (۲۰۱۶)
- ترول‌ها (۲۰۱۶)
- چگونه اژدهای خود را تربیت کنیم: دنیای پنهان (۲۰۱۹)